# Tresanthera condamineoides
Tresanthera condamineoides är en måreväxtart som beskrevs av Gustav Karl Wilhelm Hermann Karsten. Tresanthera condamineoides ingår i släktet Tresanthera och familjen måreväxter.

## Underarter
Arten delas in i följande underarter:
- T. c. condamineoides
- T. c. thyrsiflora